# Nobuko Takagi
Nobuko Takagi (高樹 のぶ子, Takagi Nobuko), née le 9 avril 1946, est le nom d'auteur de Nobuko Tsuruta, écrivaine japonaise.

## Biographie
Originaire de la préfecture de Yamaguchi, Takaji est diplômée du Junior College de l'Université chrétienne pour femmes de Tokyo. Elle publie son premier ouvrage Sono hosoki michi (« Cette étroite route ») en 1980. Celui-ci est présenté au prix Akutagawa, ainsi que ses histoires suivantes Tôsugiru tomo (« Une amie lointaine », 1981), Oikaze (A Following Wind, 1982), et Hikari idaku tomo yo (« À une amie embrassant la lumière », 1983), qui remporte le prix. Parmi ses autres textes, Ginga no shizuku (« Gouttes tombant de la Voie Lactée », 1993) et Tsuta moe (« La Vigne brûlante », 1994).
Le principal thème de Takagi réside dans l'exploration des thèmes de l'amour romantique sous de nombreuses formes, y compris l'amour innocent, l'amour conjugal, les affaires extra-conjugales et les triangles amoureux. Elle est actuellement professeur invitée spéciale à l'université de Kyūshū.
Le film Mai Mai Miracle sorti en 2009 est basé sur l'adaptation romancée de l'autobiographie de Takagi, Maimai Shinko.

## Prix et récompenses
- 1984 : prix Akutagawa pour Hikari idaku tomo yo (光抱く友よ) (« À une amie embrassant la lumière »)[1].
- 1994 : prix Shimase pour Tsuta-moe (蔦燃)
- 1999 : prix Tanizaki pour Tokō no ki (透光の樹)
- 1995 : prix de littérature féminine pour Suimyaku (水脈)
- 1999 : prix Tanizaki pour Tōkō no ki (透光の樹)
- 2010 : prix Kawabata pour Tomosui (トモスイ)

## Ouvrages (sélection)
- 1984 Hakō kirameku hate (波光きらめく果て)
- 1988 Niji no kōkyō (虹の交響)
- 1988 Atsui tegami (熱い手紙)
- 1991 Flashback (フラッシュバック)
- 1992 Shiroi hikari no gogo (白い光の午後)
- 1995 Suimyaku (水脈)
- 1998 Isutambūru no yami (イスタンブールの闇)
- 1998 Samoa gensō (サモア幻想)

## Adaptation au cinéma
- 1986 : Hakō kirameku hate (波光きらめく果て),　Fujita Toshiya
- 1996 : Kiri no shigosen (霧の子午線), Deme Masanobu
- 2004 : Tōkō no ki (透光の樹), Negishi Kichitarō
- 2009 : Mai Mai Miracle (マイマイ新子と千年の魔法, Maimai shinko to sennen no mahō), Katabuchi Sunao